# Luleč
Luleč település Csehországban, Vyškovi járásban. Luleč Rostěnice-Zvonovice, Račice-Pístovice, Drnovice, Nemojany és Vyškov településekkel határos. Lakosainak száma 989 fő (2024. január 1.).

## Népesség
A település lakosságának változását az alábbi diagram mutatja:
| Lakosok száma | 931  | 966  | 890  | 952  | 723  | 644  | 924  | 946  | 974  | 989  |
|               | 1869 | 1890 | 1921 | 1950 | 1980 | 2001 | 2017 | 2019 | 2022 | 2024 |